# سوفی اودا
سوفی اودا (انگلیسی: Sophie Oda؛ زادهٔ ۲۳ اکتبر ۱۹۹۱) یک هنرپیشه اهل ایالات متحده آمریکا است.
از فیلم‌ها یا برنامه‌های تلویزیونی که وی در آن نقش داشته است می‌توان به خاطرات یک گیشا اشاره کرد.